# Heineken Open 2002 - Qualificazioni singolare
Le qualificazioni del singolare  dell'Heineken Open 2002 sono state un torneo di tennis preliminare per accedere alla fase finale della manifestazione. I vincitori dell'ultimo turno sono entrati di diritto nel tabellone principale. In caso di ritiro di uno o più giocatori aventi diritto a questi sono subentrati i lucky loser, ossia i giocatori che hanno perso nell'ultimo turno ma che avevano una classifica più alta rispetto agli altri partecipanti che avevano comunque perso nel turno finale.
Le qualificazioni del torneo Heineken Open 2002 prevedevano 32 partecipanti di cui 4 sono entrati nel tabellone principale.

## Teste di serie
1. Agustín Calleri (secondo turno)
2. Sargis Sargsian (ultimo turno)
3. James Blake (ultimo turno)
4. Jan Vacek (secondo turno)

1. Markus Hipfl (primo turno)
2. André Sá (Qualificato)
3. José Acasuso (primo turno)
4. Michael Russell (secondo turno)

## Qualificati
1. Gilles Elseneer
2. Björn Phau

1. André Sá
2. Robby Ginepri

## Tabellone

### Legenda
| - Q = Qualificato - WC = Wild card - LL = Lucky loser | - ALT = Alternate - SE = Special Exempt - PR = Protected Ranking | - w/o = Walkover - r = Ritirato - d = Squalificato |

### Sezione 1
|  | Primo turno     | Primo turno     | Primo turno     | Primo turno   | Primo turno |  |  | Secondo turno  | Secondo turno   | Secondo turno   | Secondo turno | Secondo turno |   |   | Ultimo turno    | Ultimo turno    | Ultimo turno | Ultimo turno | Ultimo turno |  |
|  |                 |                 |                 |               |             |  |  |                |                 |                 |               |               |   |   |                 |                 |              |              |              |  |
|  | 1               | Agustín Calleri | 6               | 4             | 6           |  |  |                |                 |                 |               |               |   |   |                 |                 |              |              |              |  |
|  |                 | Paul Goldstein  | 2               | 6             | 4           |  |  | 1              | Agustín Calleri | Agustín Calleri | 2             | 0             |   |   |                 |                 |              |              |              |  |
|  | Gilles Elseneer | Gilles Elseneer | Gilles Elseneer | 7             | 7           |  |  |                | Gilles Elseneer | Gilles Elseneer | 6             | 6             |   |   |                 |                 |              |              |              |  |
|  | Simon Rea       | Simon Rea       | Simon Rea       | 68            | 62          |  |  |                |                 |                 |               |               |   |   | Gilles Elseneer | Gilles Elseneer | 64           | 6            | 6            |  |
|  | Slimane Saoudi  | Slimane Saoudi  | Slimane Saoudi  | 6             | 6           |  |  |                |                 | Tuomas Ketola   | Tuomas Ketola | 7             | 4 | 1 |                 |                 |              |              |              |  |
|  | Robert Cheyne   | Robert Cheyne   | Robert Cheyne   | 0             | 1           |  |  | Slimane Saoudi | Slimane Saoudi  | Slimane Saoudi  | 64            | 4             |   |   |                 |                 |              |              |              |  |
|  |                 | Tuomas Ketola   | Tuomas Ketola   | Tuomas Ketola | 6           |  |  | Tuomas Ketola  | Tuomas Ketola   | Tuomas Ketola   | 7             | 6             |   |   |                 |                 |              |              |              |  |
|  | 5               | Markus Hipfl    | Markus Hipfl    | Markus Hipfl  | 3r          |  |  |                |                 |                 |               |               |   |   |                 |                 |              |              |              |  |

### Sezione 2
|  | Primo turno     | Primo turno     | Primo turno   | Primo turno | Primo turno |  |  | Secondo turno | Secondo turno   | Secondo turno | Secondo turno | Secondo turno |   |   | Ultimo turno | Ultimo turno    | Ultimo turno    | Ultimo turno | Ultimo turno |  |
|  |                 |                 |               |             |             |  |  |               |                 |               |               |               |   |   |              |                 |                 |              |              |  |
|  | 2               | Sargis Sargsian | 7             | 68          | 6           |  |  |               |                 |               |               |               |   |   |              |                 |                 |              |              |  |
|  |                 | Gastón Etlis    | 62            | 7           | 1           |  |  | 2             | Sargis Sargsian | 7             | 3             | 6             |   |   |              |                 |                 |              |              |  |
|  | Alistair Hunt   | Alistair Hunt   | 3             | 7           | 7           |  |  |               | Alistair Hunt   | 62            | 6             | 2             |   |   |              |                 |                 |              |              |  |
|  | Alexander Waske | Alexander Waske | 6             | 5           | 63          |  |  |               |                 |               |               |               |   |   | 2            | Sargis Sargsian | Sargis Sargsian | 4            | 3            |  |
|  | Björn Phau      | Björn Phau      | Björn Phau    | 6           | 6           |  |  |               |                 |               | Björn Phau    | Björn Phau    | 6 | 6 |              |                 |                 |              |              |  |
|  | Ivo Heuberger   | Ivo Heuberger   | Ivo Heuberger | 4           | 3           |  |  |               | Björn Phau      | 6             | 3             | 7             |   |   |              |                 |                 |              |              |  |
|  | 8               | Michael Russell | 6             | 3           | 6           |  |  | 8             | Michael Russell | 2             | 6             | 5             |   |   |              |                 |                 |              |              |  |
|  |                 | Sergio Roitman  | 1             | 6           | 3           |  |  |               |                 |               |               |               |   |   |              |                 |                 |              |              |  |

### Sezione 3
|  | Primo turno           | Primo turno           | Primo turno           | Primo turno | Primo turno |  |  | Secondo turno | Secondo turno         | Secondo turno         | Secondo turno | Secondo turno |   |   | Ultimo turno | Ultimo turno | Ultimo turno | Ultimo turno | Ultimo turno |  |
|  |                       |                       |                       |             |             |  |  |               |                       |                       |               |               |   |   |              |              |              |              |              |  |
|  | 3                     | James Blake           | 3                     | 7           | 6           |  |  |               |                       |                       |               |               |   |   |              |              |              |              |              |  |
|  |                       | Jack Brasington       | 6                     | 5           | 3           |  |  | 3             | James Blake           | James Blake           | 6             | 6             |   |   |              |              |              |              |              |  |
|  | Rubén Ramírez Hidalgo | Rubén Ramírez Hidalgo | Rubén Ramírez Hidalgo | 6           | 6           |  |  |               | Rubén Ramírez Hidalgo | Rubén Ramírez Hidalgo | 1             | 1             |   |   |              |              |              |              |              |  |
|  | Leonardo Olguín       | Leonardo Olguín       | Leonardo Olguín       | 3           | 3           |  |  |               |                       |                       |               |               |   |   | 3            | James Blake  | James Blake  | 3            | 5            |  |
|  | Jan Frode Andersen    | Jan Frode Andersen    | 1                     | 6           | 7           |  |  |               |                       | 6                     | André Sá      | André Sá      | 6 | 7 |              |              |              |              |              |  |
|  | Kevin Kim             | Kevin Kim             | 6                     | 4           | 62          |  |  |               | Jan Frode Andersen    | Jan Frode Andersen    | 64            | 3             |   |   |              |              |              |              |              |  |
|  | 6                     | André Sá              | André Sá              | 7           | 7           |  |  | 6             | André Sá              | André Sá              | 7             | 6             |   |   |              |              |              |              |              |  |
|  |                       | Glenn Weiner          | Glenn Weiner          | 6(1)        | 63          |  |  |               |                       |                       |               |               |   |   |              |              |              |              |              |  |

### Sezione 4
|  | Primo turno           | Primo turno           | Primo turno           | Primo turno | Primo turno |  |  | Secondo turno         | Secondo turno         | Secondo turno         | Secondo turno     | Secondo turno     |    |   | Ultimo turno  | Ultimo turno  | Ultimo turno  | Ultimo turno | Ultimo turno |  |
|  |                       |                       |                       |             |             |  |  |                       |                       |                       |                   |                   |    |   |               |               |               |              |              |  |
|  | 4                     | Jan Vacek             | Jan Vacek             | 6           | 6           |  |  |                       |                       |                       |                   |                   |    |   |               |               |               |              |              |  |
|  |                       | Neville Godwin        | Neville Godwin        | 4           | 4           |  |  | 4                     | Jan Vacek             | 7                     | 0                 | 65                |    |   |               |               |               |              |              |  |
|  | Robby Ginepri         | Robby Ginepri         | Robby Ginepri         | 6           | 6           |  |  |                       | Robby Ginepri         | 64                    | 6                 | 7                 |    |   |               |               |               |              |              |  |
|  | James Shortall        | James Shortall        | James Shortall        | 3           | 3           |  |  |                       |                       |                       |                   |                   |    |   | Robby Ginepri | Robby Ginepri | Robby Ginepri | 7            | 6            |  |
|  | Levar Harper-Griffith | Levar Harper-Griffith | Levar Harper-Griffith | 7           | 6           |  |  |                       |                       | Fernando González     | Fernando González | Fernando González | 65 | 3 |               |               |               |              |              |  |
|  | Eric Taino            | Eric Taino            | Eric Taino            | 5           | 4           |  |  | Levar Harper-Griffith | Levar Harper-Griffith | Levar Harper-Griffith | 6(0)              | 1                 |    |   |               |               |               |              |              |  |
|  |                       | Fernando González     | 65                    | 6           | 6           |  |  | Fernando González     | Fernando González     | Fernando González     | 7                 | 6                 |    |   |               |               |               |              |              |  |
|  | 7                     | José Acasuso          | 7                     | 3           | 3           |  |  |                       |                       |                       |                   |                   |    |   |               |               |               |              |              |  |